# Arthur Rothstein

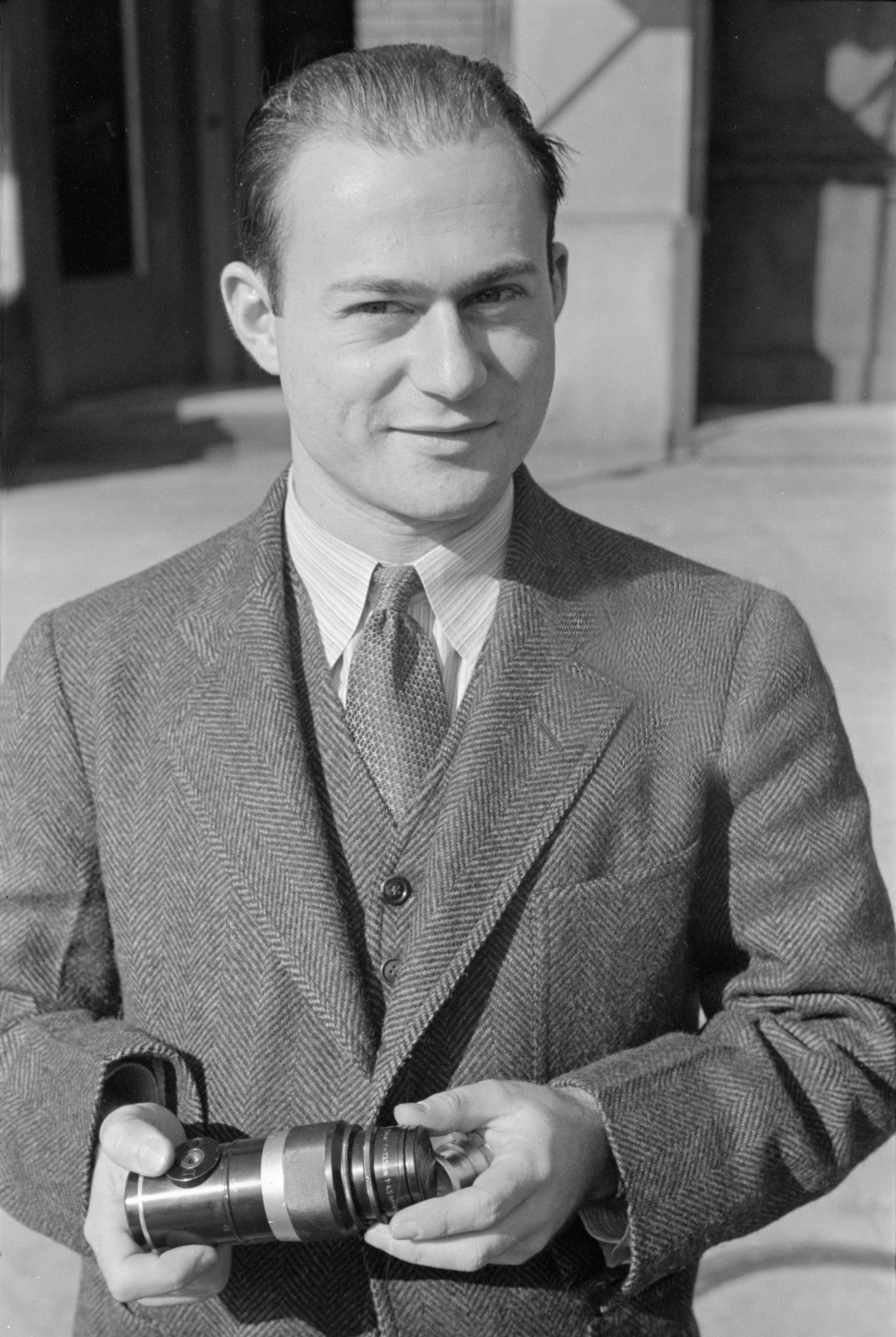
Arthur Rothstein (1938)

Arthur Rothstein (* 17. Juli 1915 in New York; † 11. November 1985 in New Rochelle, New York) war ein US-amerikanischer Fotograf. Er war Mitglied der Photo League in New York. Die Photo League war eine Organisation von Fotografen in New York City, die sich der Dokumentation des Lebens in den Arbeitervierteln widmete. Sie wurde 1936 gegründet und bot ihren Mitgliedern Schulungen, Ausstellungsräume und eine Plattform für den Austausch über soziale und kreative Themen. Die Liga spielte eine wichtige Rolle bei der Entwicklung der sozialdokumentarischen Fotografie in den USA.
Bekannt ist er vor allem für seine sozialdokumentarischen Fotografien aus den 1930er-Jahren, in denen die Folgen der Great Depression festgehalten sind. In der Zeit seiner Arbeit als Pressefotograf für die Zeitschriften Look und Parade (1940–1981) erhielt er zahlreiche Preise.

## Leben
Rothstein wuchs in New York auf. Schon in jungen Jahren zeigte er Interesse an Fotografie. Er richtete eine Dunkelkammer im Keller seines Elternhauses ein, wo er verschiedene fotografische Techniken erlernen konnte, und stellte während seiner High-School-Zeit erstmals auf lokaler Ebene aus. An der Columbia University, wo er Physik und Chemie studierte, gründete er einen Foto-Club und organisierte für ihn Ausstellungen und andere Veranstaltungen, darunter einen Vortrag von Edward Steichen. Sein Studium finanzierte er zum Teil mit Aufnahmen, die er für die Abschlussarbeiten von Kommilitonen anfertigte. Seinen B.A. machte Rothstein 1935.
Während des Studiums schloss Rothstein Bekanntschaft mit Roy Stryker, Professor für Wirtschaftswissenschaften an der Columbia University. Stryker bereitete in dieser Zeit zusammen mit dem Agrarwissenschaftler und Staatssekretär im US-Landwirtschaftsministerium Rexford Tugwell die Gründung der späteren Farm Security Administration (FSA) vor, eine wichtige Institution des New Deal, deren Aufgabe in der Linderung der Not der verarmten Landbevölkerung während der Great Depression bestand. Im Auftrag von Stryker stellte Rothstein mit anderen Studenten Fotografien für einen geplanten Bildband zusammen, der dann aber nicht zustande kam.
Stryker gelangte zu der Überzeugung, dass die fotografische Dokumentation der Lebensbedingungen der Betroffenen eine Voraussetzung für die politische Akzeptanz staatlicher Hilfsprogramme für die amerikanischen Farmer war. Rothstein war der erste Fotograf, dem er eine Mitarbeit in dem Projekt anbot. Rothstein, der unsicher war, wie er angesichts hoher Studiengebühren und finanzieller Schwierigkeiten seiner Familie das vorgesehene Medizinstudium aufnehmen könnte, akzeptierte. Bei der FSA arbeitete er dann mit Kollegen wie Walker Evans, Dorothea Lange, Russell Lee, Carl Mydans, Gordon Parks und Ben Shahn zusammen und prägte mit ihnen den Stil der amerikanischen Dokumentarfotografie dieser Zeit. Ihre Arbeiten bestimmen bis heute die Wahrnehmung dieser Ära der amerikanischen Geschichte und gelten als Inbegriff sozial engagierter Fotografie.

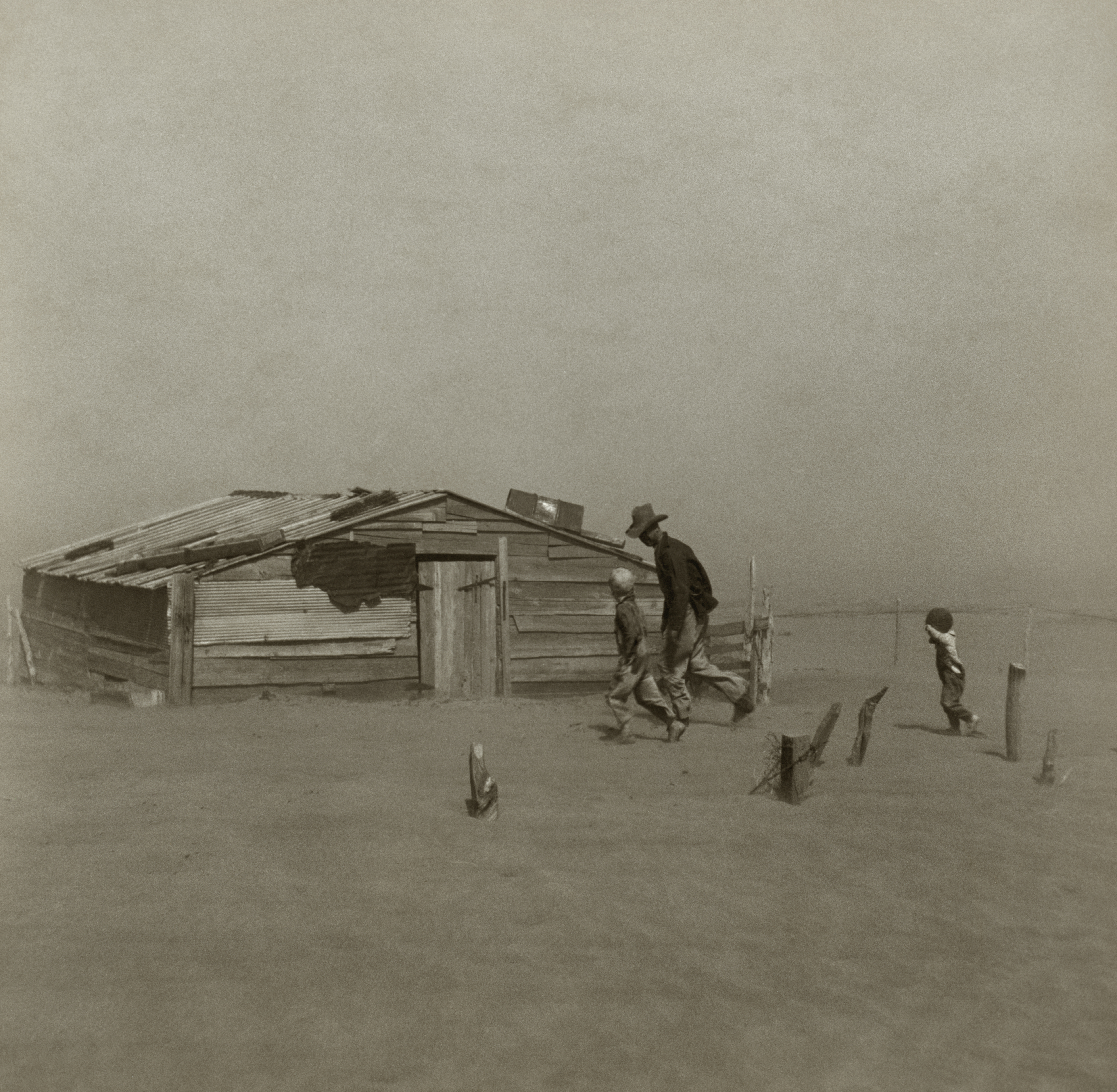
Dust Bowl, Cimarron County, Oklahoma (1936)

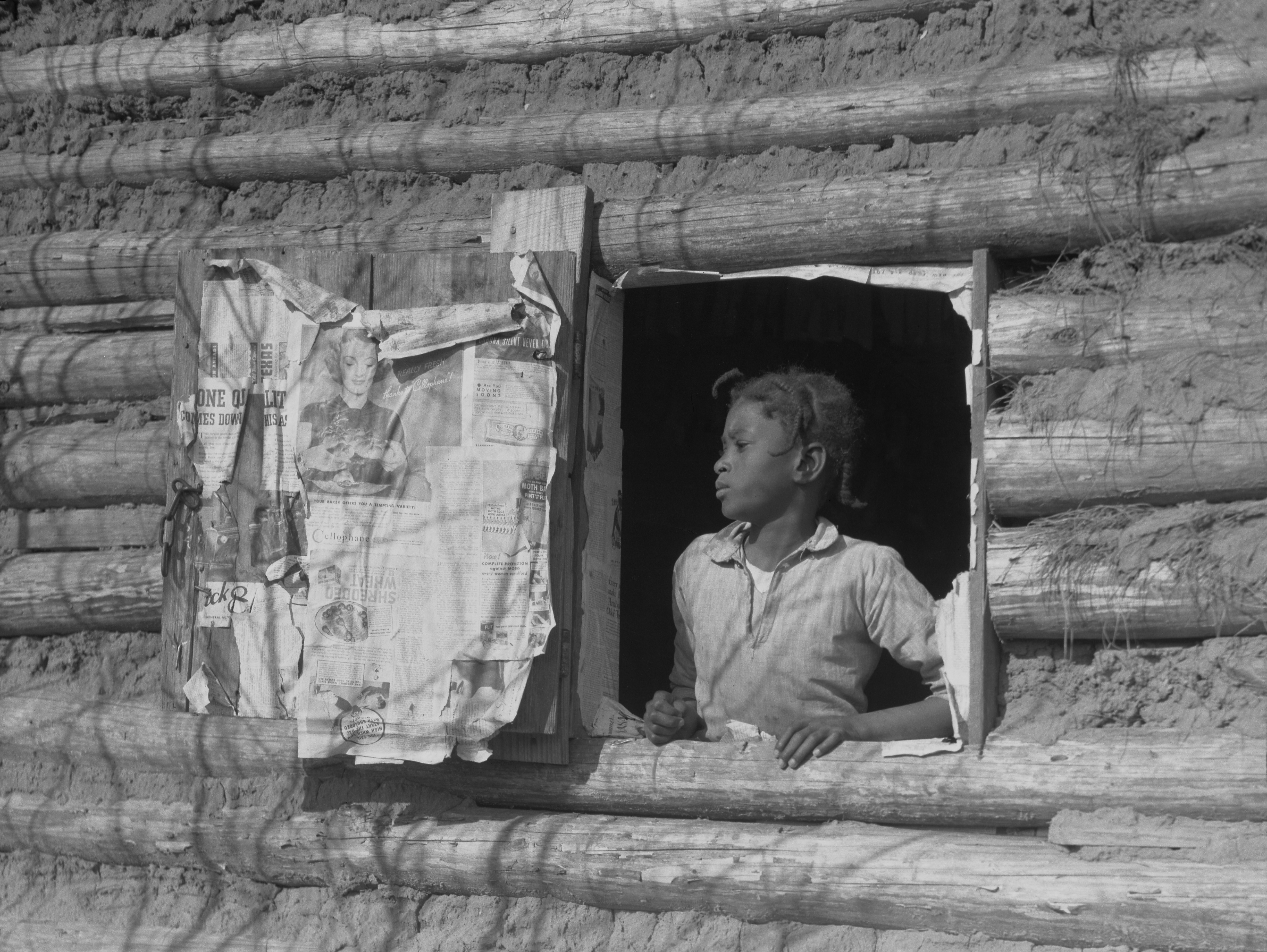
Gee’s Bend, Alabama, Artelia Bendolph (1937)

Rothstein, der bis dahin kaum etwas anderes als New York kennengelernt hatte, fand Gefallen an den Reisen, die er für die FSA unternahm, an der relativen Freiheit, die ihm im Rahmen des Projekts gewährt wurde, und an der Überzeugung, mit seiner Arbeit eine fortschrittliche Politik zu unterstützen. Die erste Fotoreise führte ihn 1935 in die Blue Ridge Mountains, wo er die verschwindende Lebenswelt von Menschen dokumentierte, die im Zuge der Ausweisung des Shenandoah-Nationalparks umgesiedelt wurden. Hier praktizierte er erstmals eine Technik, die er später selbst „unaufdringliche Kamera“ nannte und bei der er zunächst das Vertrauen der Menschen gewann, um sie dann in alltäglichen Situationen fotografieren zu können. Er lernte von Evans und Shahn, die sich bereits einen Namen als Fotografen gemacht hatten, wie man die Motive so wählt und präsentiert, dass die Bilder eine Botschaft vermitteln. Stryker wies ihn an, auf alltägliche Details, wie beispielsweise alte Schuhe oder ein mit Lumpen verstopftes Fenster, zu achten.
1936 erhielt Rothstein den Auftrag, die Folgen von Bodenerosion und Staubstürmen im sogenannten Dust Bowl von Oklahoma, Kansas und Texas zu dokumentieren. Nachdem er mehrere Monate in der Region gelebt hatte, schoss er sein vielleicht bekanntestes Foto Dust Bowl, Cimarron County, Oklahoma, die Aufnahme eines Farmers mit seinen zwei Kindern inmitten eines Staubsturms. Berühmt wurde auch eine Aufnahme Rothsteins aus Gee’s Bend in Alabama, auf der das Mädchen Artelia Bendolph sich aus dem Fenster der Holzhütte der Eltern lehnt. Die an der Innenseite des behelfsmäßigen Fensterladens geklebten Zeitungsausschnitte verweisen dabei auf den Kontrast zwischen dem Versprechen von Konsum und der Realität der Armut. Solche Gegenüberstellungen gehörten zu den bevorzugten Stilmitteln der damaligen Dokumentarfotografie.

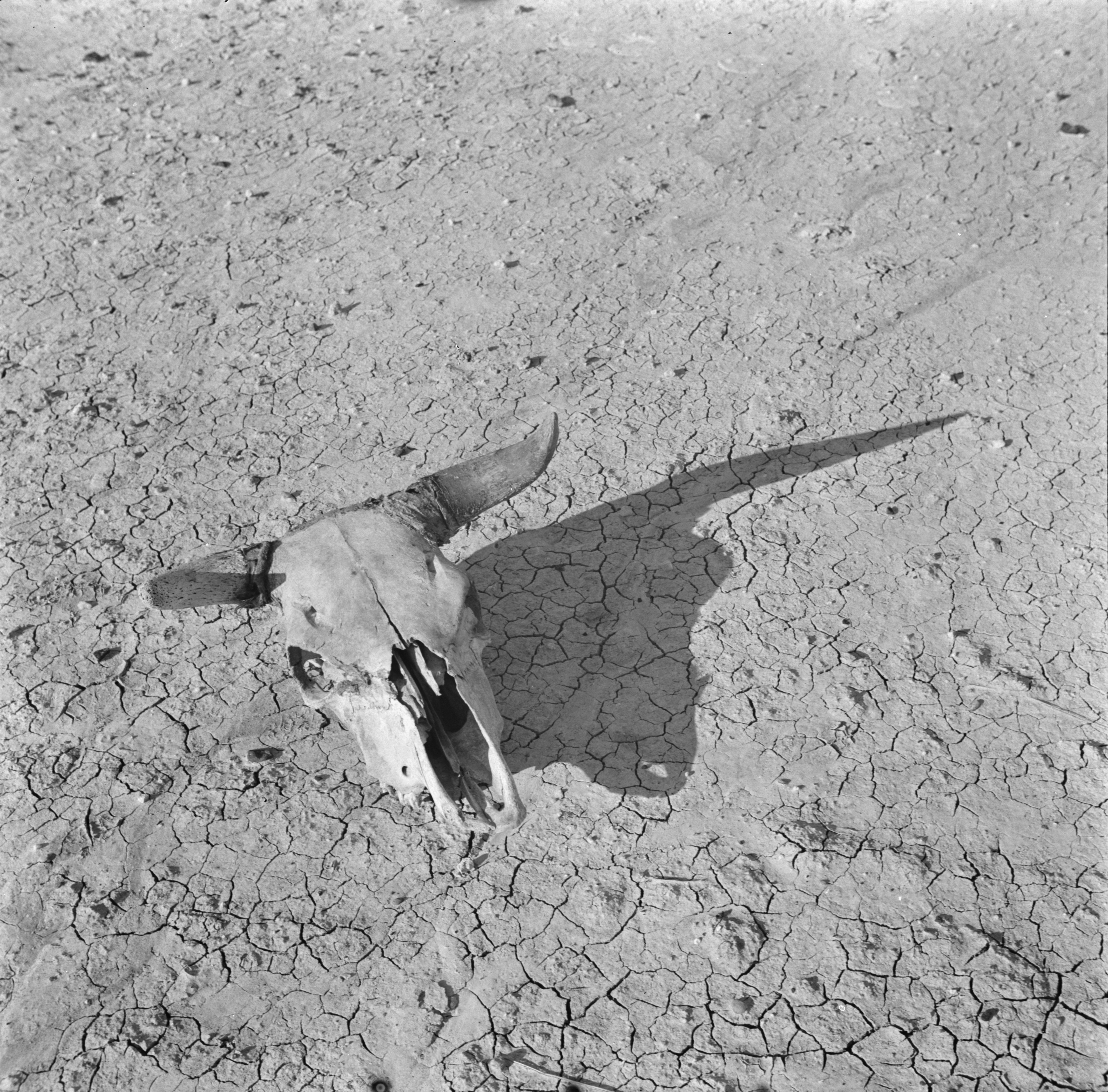
The Bleached Skull of a Steer on the Dry Sun-Baked Earth of the South Dakota Badlands (1936)

Für eine Kontroverse sorgte Rothsteins Foto Bleached Skull, South Dakota Badlands vom Mai 1936, die Aufnahme eines ausgebleichten Rinderschädels auf ausgedörrtem Boden. Die Nachrichtenagentur Associated Press benutzte das Foto 1937, um die Folgen von Dürre im Mittleren Westen zu illustrieren. Tatsächlich war Rothstein hauptsächlich an den fotografischen Möglichkeiten des Motivs interessiert gewesen und hatte eine Reihe von Aufnahmen des Schädels vor verschiedenen Hintergründen angefertigt, ohne sie zu betiteln. Eine konservative Zeitung aus Fargo erhob den Vorwurf politisch motivierter Manipulation: Die FSA stelle die Dürreverhältnisse schlimmer dar, als sie seien. Die Behauptung schien sich zu bestätigen, als Rothsteins Fotoserie nach der AP-Veröffentlichung in den Beständen der FSA gefunden wurde. Politiker griffen die Anschuldigungen der Zeitung auf und sprachen von „Propaganda“ seitens der FSA.
Rothstein arbeitete bis 1940 für die FSA. Aufgrund seiner Leidenschaft für die Fotografie hatte er die Pläne für ein Medizinstudium inzwischen aufgegeben und wurde stattdessen Fotojournalist, zunächst für die Zeitschrift Look. Nach Eintritt der USA in den Zweiten Weltkrieg 1941 diente er zunächst im Office of War Information, für das er bis 1943 Fotos in New York anfertigte. Anschließend fotografierte er bis 1946 für das US Army Signal Corps in China, Birma und Indien.
1946 ging Rothstein zu Look zurück, wo er die Leitung der Foto-Abteilung übernahm, eine Funktion, die er bis zur Einstellung der Zeitschrift im Jahr 1971 innehatte. Danach war er Mitbegründer der American Society of Magazine Photographers und eine Zeitlang Redakteur von deren Zeitschrift Infinity. 1972 nahm er eine Stellung als Redakteur bei Parade an, wo er zwischen 1978 und 1981 abermals die Foto-Abteilung einer großen amerikanischen Zeitschrift unter sich hatte. Seit der Präsentation seiner Fotos im George Eastman House im Jahr 1956 hatte es eine Reihe von Einzelausstellungen seines fotografischen Werks gegeben, darunter eine Wanderausstellung des United States Information Service, die ab 1974 in sechzig Ländern gastierte. Zudem wurden Rothsteins Fotos in zahlreichen Sammelausstellungen gezeigt.
Rothstein lehrte Fotografie an der Columbia University, dem Mercy College in Dobbs Ferry sowie der Parsons School of Design in New York und war Professor an der S. I. Newhouse School of Public Communications der Syracuse University. Im Laufe seines Berufslebens erhielt Rothstein über fünfzig Auszeichnungen, darunter den National Press Photographers Association Award. Seit 1968 war er Fellow der Royal Photographic Society und seit 1979 der Photographic Historical Society of New York. Zeitweilig gehörte er auch der Jury für den Pulitzer-Preis für Fotografie an.
Arthur Rothstein starb 1985 im Alter von 70 Jahren in New Rochelle im Staat New York.

## Ausstellungen
- 1956: Arthur Rothstein. George Eastman House, Rochester, New York.
- 1960: Biblioteca Communale, Mailand.
- 1963: Smithsonian Institution, Washington, D.C.
- 1966: photokina, Köln.
- 1967: Look At Us. Kodak Exhibit Center, New York.
- 1974: United States Information Service, Wanderausstellung in 60 Ländern.
- 1976: My Land, My People. International Museum of Photography, Rochester, New York.
- 1978: Prakapas Gallery, New York.
- 1979: Empire State Plaza, Albany, New York.
- 1979: Fine Arts Museum of the South, Mobile, Alabama.
- 1980: Rizzoli Gallery, New York.
- 1991: Arthur Rothstein's America. International Center of Photography, New York.
- 1994: Arthur Rothstein. Documentary Classics. International Center of Photography, New York.

## Publikationen
- Photojournalism. Pictures for Magazines and Newspapers. American Photographic Book Publishing Company, New York 1956.
- Creative Color in Photography. Chilton Books, Philadelphia 1963.
- Color Photography Now. American Photographic Book Publishing Company, New York 1970.
- Depression Years. As Photographed by Arthur Rothstein. Dover, New York 1978, ISBN 0-486-23590-4.
- Arthur Rothstein’s America in Photographs, 1930–1980. Dover, New York 1984, ISBN 0-486-24735-X.
- Documentary Photography. Focal Press, Boston 1986, ISBN 0-240-51754-7.
- Mason Klein, Catherine Evans: The Radical Camera: New York’s Photo League, 1936–1951. The Jewish Museum und Yale University Press, 2011.